# نيكولا هودجز
نيكولا هودجز (بالإنجليزية: Nicolas Hodges)‏ هو معلم موسيقى وملحن وعازف بيانو بريطاني، ولد في 1970.

## وصلات خارجية
- نيكولا هودجز على موقع ميوزك برينز (الإنجليزية)
- نيكولا هودجز على موقع أول ميوزيك (الإنجليزية)
- نيكولا هودجز على موقع ديسكوغز (الإنجليزية)